# L’Hermitage
Hermitage (bret. Ar Peniti) – miejscowość i gmina we Francji, w regionie Bretania, w departamencie Ille-et-Vilaine.
Według danych na rok 1990 gminę zamieszkiwało 3248 osób, a gęstość zaludnienia wynosiła 495 osób/km² (wśród 1269 gmin Bretanii Hermitage plasuje się na 160. miejscu pod względem liczby ludności, natomiast pod względem powierzchni na miejscu 963.).